# 三麗鷗男子
《三麗鷗男子》（日语：サンリオ男子）是工藤昌史執導，Studio Pierrot製作的動畫，中嶋敦子擔任人物原案。過著極度平凡日子的康太，與同樣就讀聖川高中的水野祐、吉野俊介、西宮諒、源誠一郎相遇了。與此同時，他那平凡的日常開始被閃耀的光芒點綴出色彩——。這樣的三麗鷗男子們的相遇與閃耀的青春物語。即將開始的，我們的故事——。

## 登場人物
長谷川康太（聲：江口拓也、斋藤绫（小一、幼稚園））
生日4月15日，血型A，身高171公分，體重60公斤。
2年3班，從小就喜歡布丁狗，有一次被其他小朋友欺負，布丁狗娃娃的耳朵被扯壞了，奶奶要幫他修理，他卻因為被笑是娘娘腔而拒絕奶奶。
後來一直想跟奶奶道歉，但總是沒有勇氣，直到奶奶過世都沒能好好跟她說對不起。為此，到高中都封閉自己內心，不願承認自己喜歡布丁狗。直到遇上了祐和俊介，被祐開導了一番後，終於正視自己的內心，並勇於面對自己內心深處最喜歡布丁狗的事實。
水野祐（聲：齊藤壯馬、松田利冴（幼時、少年））
生日7月17日，血型A，身高175公分，體重61公斤。
2年4班，雖然打扮花俏，愛開玩笑，卻很陽光，給人的印象很好，在男女當中都很有人氣。
對於喜歡美樂蒂毫不羞澀，稱呼美樂蒂為「公主」，喜歡的顏色是粉色。
和俊介是鄰居，從國小就和他認識了，會調侃俊介，稱呼俊介為「俊俊」。
從國小的開始就在踢足球了，但長大後就不玩了。
負責家中事務，有一個應考生妹妹「由梨」。
吉野俊介（聲：大須賀純、池田海咲（少年））
生日6月7日，血型AB，身高180公分，體重70公斤。
2年4班，足球部的王牌前鋒，寡言禁慾，力氣極大，在女生中有著和源會長不相上下的人氣。
大方表示自己喜歡凱蒂貓，稱呼凱蒂貓為「凱蒂貓小姐」。
和祐是鄰居，從國小就和他認識了，很重視祐這個朋友，遇到祐的事就會很上心，稱和祐的友誼是孽緣。
西宮諒（聲：花倉洸幸）
生日9月16日，血型B，身高165公分，體重58公斤。
家境富裕的歸國子女，相貌相當秀氣可愛，總是被當成女孩子，因此相當討厭任何「不夠男子氣概」的事物。
在圖書館遇上康太三人開心討論三麗鷗而心生嫉妒，和三人起了衝突，之後在會長誠一郎的幫助下冰釋前嫌，並承認自己很喜歡雙子星。
內心一直憧憬著學生會長誠一郎。
源誠一郎（聲：內田雄馬、小市真琴（少年））
生日3月2日，血型O，身高182公分，體重72公斤。
學生會長，平時的運動是射箭，在女生中有著極高的人氣，為人公私分明，性格和善，相當關心任何需要幫助的學生，是學校裡極其受歡迎的風雲人物。
因為父親（聲：小原雅人）的嚴格教導，養成了一板一眼、守時認真、追求完美的個性。家中還有母親（聲：木下紗華）及哥哥真一郎（聲：浪川大輔）
小時候父親帶他到三麗鷗樂園，第一眼看到大耳狗就被牠柔軟溫暖的形象給吸引，直到現在只要遇上困難的事，誠一郎都會到三麗鷗樂園找大耳狗為自己「充電」。
雨雨谷昴（聲：松岡禎丞）
生日10月8日，身高174公分。
菅見直樹（聲：羽多野涉）
生日5月13日，身高179公分。
生物科老師，很喜歡大眼蛙。

### 其他人物
水野由梨（聲：藤田茜）
祐的妹妹。
土屋正（聲：鈴木千尋）
康太的朋友兼同班同學，有一位正在交往的女朋友。
町田大和（聲：岸尾大輔）
康太的朋友兼同班同學。
松尾智（聲：古川慎）
足球部的隊長。

## 出版書籍

### 漫畫
2016年4月於Sho-Comi與MangaONE上進行連載。作者為杏堂麻衣。Sho-Comiではヒロインとサンリオ男子との恋愛が描かれ、MangaONEでは男子たちの日常が描かれている。
| 集數 | 小學館         | 小學館                 | 尖端出版       | 尖端出版               |
| 集數 | 發售日期       | ISBN                   | 發售日期       | ISBN                   |
| ---- | -------------- | ---------------------- | -------------- | ---------------------- |
| 1    | 2016年7月22日  | ISBN 978-4-09-138505-5 | 2019年7月31日  | ISBN 978-957-10-8587-6 |
| 2    | 2017年2月24日  | ISBN 978-4-09-139156-8 | 2019年7月31日  | ISBN 978-957-10-8588-3 |
| 3    | 2017年7月26日  | ISBN 978-4-09-139476-7 | 2019年12月17日 | ISBN 978-957-10-8736-8 |
| 4    | 2017年11月24日 | ISBN 978-4-09-139766-9 | 2019年12月17日 | ISBN 978-957-10-8737-5 |
| 5    | 2018年3月26日  | ISBN 978-4-09-870011-0 |                |                        |
| 6    | 2018年8月24日  | ISBN 978-4-09-870215-2 |                |                        |

### 小說
- サンリオ男子 俺たちの冬休み　著：靜月遠火 、MediaWorks文庫、2017年12月22日発売、ISBN 978-4-04-893579-1
- サンリオ男子 好きと嫌いのアシンメトリー　著：後白河安壽、Cobalt文庫、2017年12月26日発売、ISBN 978-4-08-608061-3
- サンリオ男子 勇気と奇跡のサンリオピューロランド　著：後白河安壽、Cobalt文庫、2018年3月30日発売、ISBN 978-4-08-608068-2

## 電視動畫
2017年2月3日三麗鷗於EXPO發表電視動畫化的消息、2018年1月到3月於TOKYO MX、MBS電視台進行放送。

### 製作團隊
- 原作 - 三麗鷗[7]
- 監督 - 工藤昌史[7]
- 系列構成 - 青島崇[7]
- 人物設計 - 中嶋敦子[7]
- 道具設計 - 岩永悦宜
- 美術監督 - 森尾麻紀
- 色彩設計 - 阿部みゆき
- 撮影監督 - 荻原猛夫
- 編集 - 齋藤朱里
- 音響監督 - 菊田浩巳[7]
- 音樂 - 藤田淳平[7]
- 音樂製作人 - 橫尾勇亮、高畑裕一郎
- 音樂製作 - 波麗佳音[7]
- 製作人 - 松岡貴徳、皆川真穗、萩原良輔、宮城惣次、國岡奈緒子、籠田直樹
- 動畫製作人 - 小澤一由
- 動畫製作 - Studio Pierrot[7]
- 製作協力 - Pierrot PLUS[7]
- 製作 - 聖川高校PTA

### 主題曲
片頭曲「青春インターリュード」（第3話 - 第11話）
作詞 - RUCCA / 作曲 - 藤田淳平 / 編曲 - 笠井雄太 / 歌 - サンリオ男子［長谷川康太（江口拓也）、水野祐（斉藤壮馬）、吉野俊介（大須賀純）、西宮諒（花倉洸幸）、源誠一郎（内田雄馬）］
片尾曲「Now on dream!」（第1話 - 第11話）
作詞 - RUCCA / 作曲 - 藤田淳平 / 編曲 - 笠井雄太 / 歌 - サンリオ男子［長谷川康太（江口拓也）、水野祐（斉藤壮馬）、吉野俊介（大須賀純）、西宮諒 （花倉洸幸）、源誠一郎（内田雄馬）］
插入曲「心に花束を」（第12話）
作詞 - RUCCA / 作曲 - 藤田淳平 / 編曲 - 笠井雄太 / 歌 - サンリオ男子［長谷川康太（江口拓也）、水野祐（斉藤壮馬）、吉野俊介（大須賀純）、西宮諒 （花倉洸幸）、源誠一郎（内田雄馬）］

### 各話列表
| 話數   | 標題 | 腳本     | 分鏡              | 演出                       | 作畫監督                                                                                                 | 總作畫監督                                     |
| ------ | ---- | -------- | ----------------- | -------------------------- | --- | ---------------------------------------------- |
| 第1話  |      | 青島崇   | 工藤昌史          | 工藤昌史                   | 大西貴子、大竹紀子、牛尾優衣 杉園真希、津曲大介                                                          | 中嶋敦子                                       |
| 第2話  |      | 青島崇   | 工藤昌史          | 川西泰二                   | Park Myong Hun, Seo Jin Won Kim Kyoung Hwan                                                              | 森田惠                                         |
| 第3話  |      | 鴻野貴光 | 黑瀨大輔          | 伊部勇志                   | 上杉尊史、齋藤香織 鈴木彩子、福田紀之 加藤拓馬、熊田明子 板井寛樹、森田惠 大竹紀子、河村明夫、河島久美子 | 高橋敦子、加藤久美子                           |
| 第4話  |      | 子安秀明 | 佐佐木真哉        | 佐佐木真哉                 | 宮田瑠美、服部憲知、河村明夫 下島誠、佐藤育子                                                            | 森田惠                                         |
| 第5話  |      | 杉原研二 | 佐藤真二          | 又野弘道                   | 板井寛樹、片岡惠美子 加藤義貴、熊田明子 斎藤和也、齋藤香織 志生野好、鈴木彩子                            | 高橋敦子、加藤久美子                           |
| 第6話  |      | 杉原研二 | 小寺勝之          | 川西泰二                   | 大西貴子、大竹紀子、Park Myoung Hun Kim Kyoung Hwan                                                      | 工藤裕加                                       |
| 第7話  |      | 青島崇   | 工藤昌史          | 清水明                     | 野上慎也、桝井一平、木村なづき                                                                           | 高橋敦子、加藤久美子                           |
| 第8話  |      | 鴻野貴光 | 小寺勝之          | 長岡義孝                   | Kim Yoon Joung、Kim Kyoung Hwan                                                                          | 中村深雪、高橋敦子 加藤久美子、森田惠          |
| 第9話  |      | 子安秀明 | 佐佐木勅嘉        | 飯村正之                   | 小川一郎、川口弘明 飯飼一幸、宇都木勇 In Tae Sun、木上烔仁                                               | 中村深雪、加藤久美子 森田惠                    |
| 第10話 |      | 杉原研二 | 小寺勝之          | 佐佐木達也 又野弘道        | Park Hey Ran、Kim Yoo Mi Hue Hey Jung、Shin Myoung Joo Park Jae Sok、Joo Chang Hyun                      | -                                              |
| 第11話 |      | 青島崇   | 加瀨充子          | 有馬是馬                   | 野上慎也、小林緣、竹内昭 桝井一平、木村なづき                                                            | 高橋敦子、加藤久美子 森田惠、中村深雪          |
| 第12話 |      | 青島崇   | 小寺勝之 工藤昌史 | 川西泰二 長岡義孝 工藤昌史 | 大西貴子、大竹紀子 Kim Yoon Joung、Kim Kyoung Hwan                                                       | 中嶋敦子、高橋敦子 加藤久美子、森田惠 中村深雪 |

#### 播放電視台
| 播放日期                | 播放時間             | 播放電視台   | 対象地域   | 備註                             |
| ----------------------- | -------------------- | ------------ | ---------- | -------------------------------- |
| 2018年1月6日 - 3月24日  | 星期六 22:00 - 22:30 | TOKYO MX     | 東京都     |                                  |
| 2018年1月7日 - 3月25日  | 星期日 2:08 - 2:38   | 毎日放送     | 近畿廣域圏 | 字幕放送 / 『Anime Shower』第1部 |
| 2018年1月9日 - 3月27日  | 星期二 2:00 - 2:30   | TVQ九州放送  | 福岡縣     |                                  |
|                         | 星期二 2:35 - 3:05   | 愛知電視台   | 愛知縣     |                                  |
|                         | 星期二 23:00 - 23:30 | AT-X         | 日本全域   | CS放送 / 重播                    |
| 2018年1月12日 - 3月30日 | 星期五 2:05 - 2:35   | 北海道電視台 | 北海道     |                                  |
| 2018年1月13日 - 3月31日 | 星期六 1:59 - 2:29   | 宮城電視台   | 宮城縣     |                                  |
| 2018年1月16日 - 3月26日 | 星期二 2:24 - 2:54   | 大分電視台   | 大分縣     | 初回2話連續放送                  |

| 配信日期               | 配信時間                   | 配信網站 |
| ---------------------- | -------------------------- | --- |
| 2018年1月7日 - 3月25日 | 日曜 2:38（土曜深夜） 更新 | MBS動畫主義 / TVer |
| 2018年1月9日 - 3月27日 | 不明                       | AbemaTV 新作TV動畫頻道 GYAO! NICONICO生放送 dアニメストア 動畫放題 萬代頻道 FOD ビデオパス Rakuten TV J:COMオンデマンド 影片市場 NICONICO頻道 Amazon Video MBS動畫主義444 |

#### BD / DVD
| 卷 | 發售日            | 收錄話數        | 規格編號   | 規格編號   |
| 卷 | 發售日            | 收錄話數        | BD         | DVD        |
| -- | ----------------- | --------------- | ---------- | ---------- |
| 1  | 2018年3月21日     | 第1話 - 第2話   | PCXP-50571 | PCBP-53571 |
| 2  | 2018年4月18日     | 第3話 - 第4話   | PCXP-50572 | PCBP-53572 |
| 3  | 2018年5月16日     | 第5話 - 第6話   | PCXP-50573 | PCBP-53573 |
| 4  | 2018年6月20日預定 | 第7話 - 第8話   | PCXP-50574 | PCBP-53574 |
| 5  | 2018年7月18日預定 | 第9話 - 第10話  | PCXP-50575 | PCBP-53575 |
| 6  | 2018年8月15日預定 | 第11話 - 第12話 | PCXP-50576 | PCBP-53576 |

## 外部連結
- 「三麗鷗男子」官方網站（页面存档备份，存于）
- 動畫「三麗鷗男子」官方網站（页面存档备份，存于）
- 「三麗鷗男子」官方的X（前Twitter）
- サンリオ男子総合Pです【公式】的X（前Twitter）
- 動畫「三麗鷗男子」官方的X（前Twitter）